# ウォシュレット

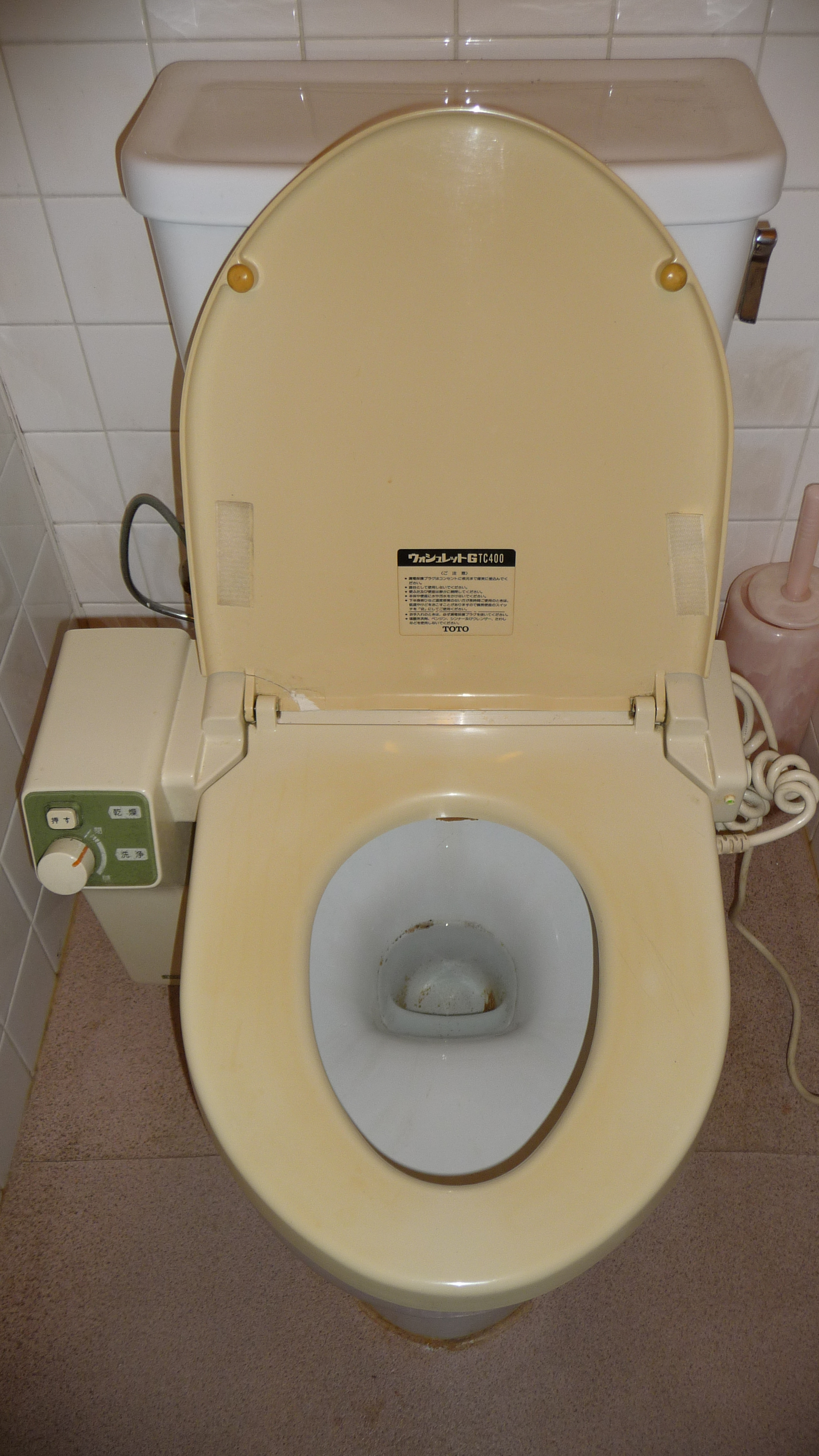
初代ウォシュレット

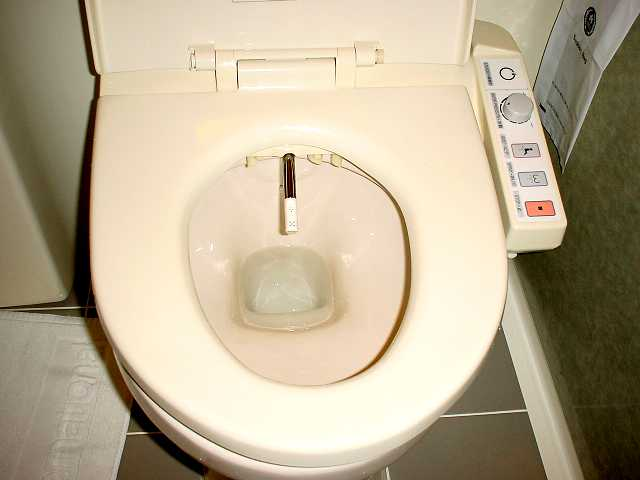
TOTOウォシュレット（ユニットバス用モデル）

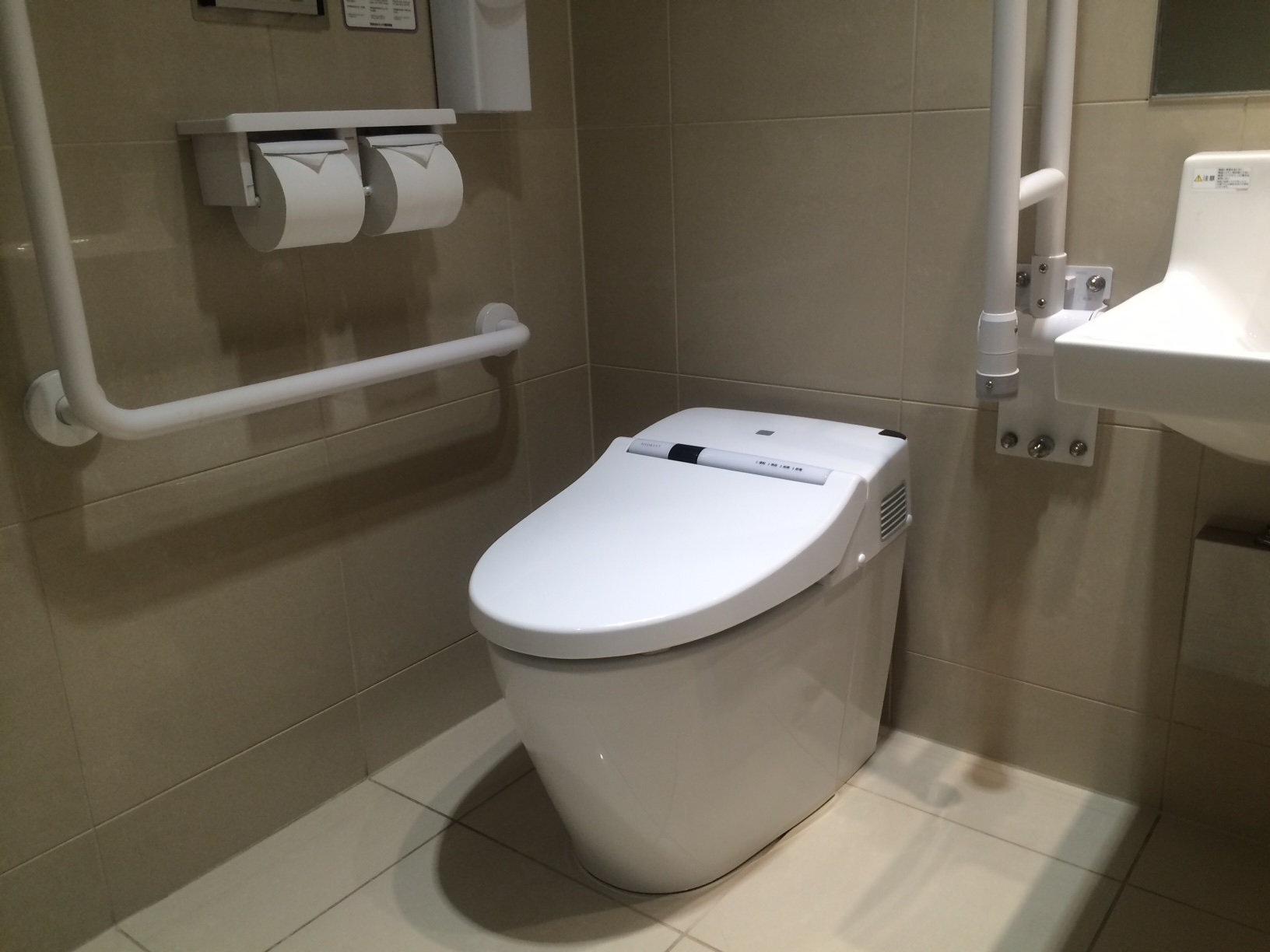
ウォシュレット一体形便器ネオレストDタイプ

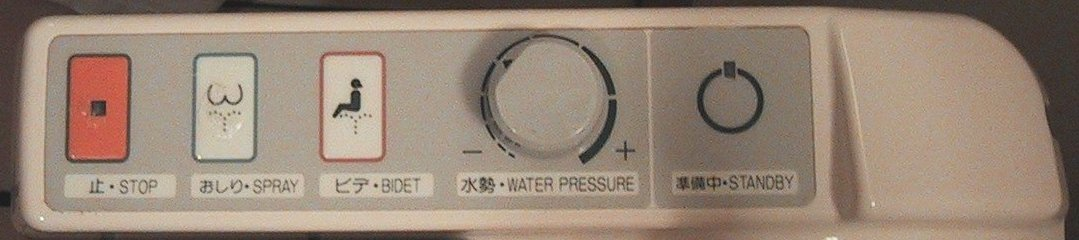
ウォシュレットのボタン

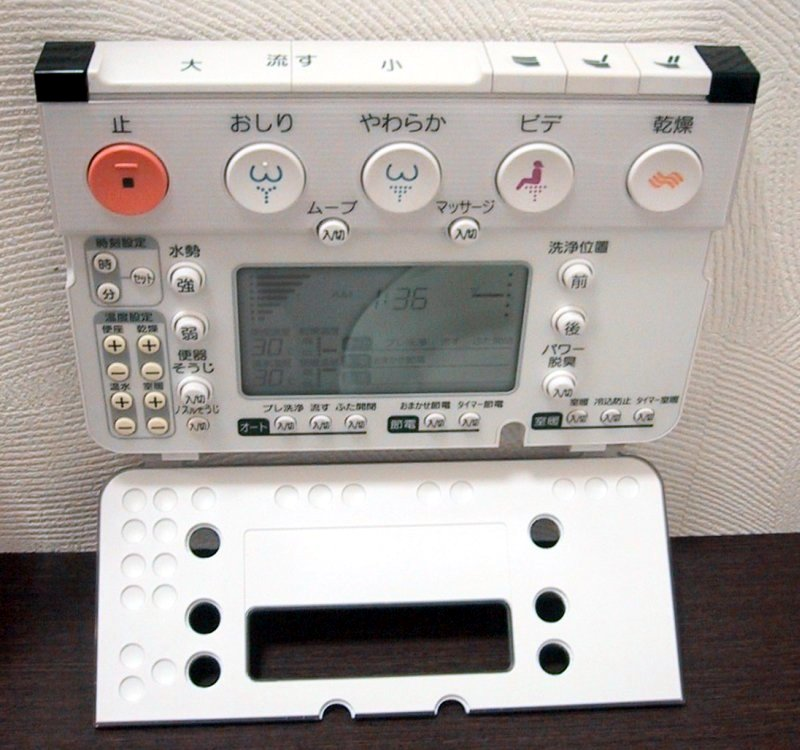
38個ものボタンがあるウォシュレット操作パネル

ウォシュレットは、TOTOが販売する温水洗浄便座の商品名である。

## 概要
1980年6月に発売以来、2020年4月には累計出荷台数が5300万台を突破している。業界で高いシェアを誇り、先行していた伊奈製陶（現在はLIXILのブランド「INAX」。同社における商標は「シャワートイレ」）や他社製の同種類のものも含め「ウォシュレット」と呼ばれるほど定着しているが、ウォシュレットの名称はTOTOの登録商標（日本第1665963号など）である。
ウォシュレットという名称は、それまでの「おしりを拭く」というトイレ文化に代わり「おしりを洗う」ことを普及させたいという思いから「Let's Wash （さあ、おしりを洗いましょう）」を逆にして「WASHLET」と名付けられた。

## 沿革
TOTOは1960年代に米国からの輸入によって温水洗浄便座（ウォッシュエアシート）の販売を行っていた。主に病院向けに医療用や福祉施設用に導入されていたものである。1969年には輸入元のアメリカン・ビデ社から製造ライセンスを取得。その後国産化したが当時は販売価格も高く、且つ温水の温度が安定しないために火傷を負う利用者もいた。作家の遠藤周作からも「一度しか使わない。こんなもの。」という論評を書かれるなどしており、1970年代には便器の広告など以ての外と、雑誌や新聞での広告掲載を拒否されたというエピソードも残っている。だが、1970年台後半からはウォッシュエアシートの便利さが浸透し、販売が急伸した。
TOTOは独自に研究開発を進め、清潔好きな土壌を持つ日本での普及が見込めることなどから、1980年に2機種の設定によって発売を開始した。特に肛門位置の数値データは存在していなかったので、社員などの協力を得て社員男女300人以上のデータを収集し、噴出位置を設計するという工夫をこらした。
また、ウォッシュエアシートではバイメタルという機械接点を使用しており、バイメタルは細やかな温度制御ができない点や、一度スイッチが切れると戻りが遅いという難点から温水の温度が安定しなかった。そこで、温度制御システムの開発を担当していた重松は細やかな温度制御ができるICを使おうと思い立つが、当時は水を使う炊飯器の家電などにもICを使用した実績はなく、家電メーカーからは無理だと言われた。さらにトイレでは塩分を含んだ尿が便座にかかり、漏電する可能性がある為、開発がストップしてしまった。そんな中、重松は梅雨時の通勤中、信号機に目が留まる。信号機は大雨の中でも正確に点灯するものだ という考えからであった。信号機の国内製造大手であった小糸工業(現・コイト電工)は、基盤を特殊樹脂でコーティングする技術を持っていた。小糸電工側も小糸の技術が広まるなら と協力を申し出、コーティングした基盤を東洋陶器へ納入した。さらに重松は基盤格納部を強化プラスチックで覆い、万全の漏電対策を敷いた。その後の実験では通電中に尿に見立てた液体をかけても壊れることはなく、成功を収め、販売に漕ぎ着けた。
苦労して販売にこぎつけたウォシュレットであったが、発売して3か月後、営業部にじわじわと苦情の電話が入るようになる。内容は、「突然水が出るようになってからお湯が出ない」というもので、返品されてきたウォシュレットを分解し、原因を探った。原因は初期ロットの温水タンクに使用していた細い電熱線であった。制御に使用したICから、1日に1500回ものON OFFの信号が出され、それによる金属疲労で電熱線が断線していた。原因が特定されたころには苦情の嵐となっており、本社の廊下には返品されたウォシュレットの山ができていたという。その後、電熱線を改良し、購入者1件1件の家を地道に回り、「とんだインチキ商品だ。」との罵声も浴びせられたが、何とか全数を交換した。
温水貯蔵式でおしり洗浄の他、乾燥と「ウォームレット」の機能である暖房便座機能を持つ「Gシリーズ」（Gはゴージャスの意）と水を瞬間式で温水にし、おしり洗浄と暖房便座機能に絞った「Sシリーズ」（Sはスタンダードの意）の2種類があり。基本モデルは「Gシリーズ」（2009年4月以降は「アプリコットシリーズ」）・「Sシリーズ」の2種類でこれにコンパクトシリーズ（Cαシリーズ等）が1993年以降追加されるようになった。また便器の大きさによってレギュラー（普通）サイズとエロンゲート（大形）が用意されていたが、2012年2月以降はホテル用など一部商品を除き大形普通共用便座になった（暖房便座の2012年以降に発売されたウォームレットも含む。共用便座は旧公団用のC417便器には取り付け不可（C417R便器は取付可能）。（いずれも普通サイズは取付可能だった。）　また、アプリコットFの2012年2月以後モデル・袖付きタイプはCS510BM便器には取付不可となっている。
以後、全てのラインナップで着座センサーを導入した（それまでは着座していなくても温水が噴出した）。ふたの自動開閉や便器洗浄、さらには消臭、脱臭、芳香の機能の搭載にも成功した。ウォシュレットを装備した一体形便器（「ネオレスト」や「GG」など）の登場、また住宅用に限らず公共施設やオフィス、ホテル用のラインナップも整備された。
抗菌・防汚にも配慮がなされノズル部分は、肛門から跳ね返ってきた温水が周囲に掛からないような角度（おしりは43度、ビデは53度）に設定されているが、その他の、やわらか、おしりソフト、ワイドビデは、広範囲を洗浄する為、角度を設定していない。また、格納時やおしり洗浄前にノズルを温水で洗浄する機能も付属していて、おしり洗浄とビデ洗浄では吐水する配管も変えられている。他にも、省エネルギーにも配慮して節電機能を設けたほか、操作部も一部機種では壁付けの別体リモコンの採用で使いやすくするなどの改良が加えられている。また2005年10月には音楽のMP3再生機能が備わったウォシュレットが発売されるなど、多機能化が進んでいる。このようなトイレの多機能化は、日本独特のものであり日本の水の安全性の高さや日本の水は軟水であるためなどの理由で、世界的にはこのような便座はまだ普及しているとは言えない。マドンナが2005年に来日した時、「日本の暖かい便座が懐かしかった」とコメントしている。中国・香港・台湾・韓国・ベトナム・シンガポール・インド・アラブ首長国連邦などの中東地域・アメリカ・カナダでも販売されている。
また、顧客の要望により変種として1996年3月に和式便器用の機種「ウォシュレットW」(Wは和式のわ、を意味する)も発売されていた。しかし、和風便器では温水が命中しないなどで使用しにくいことや洋風便器への移行が進んだことから普及せずに2003年3月に生産が終わった。一方で、旅行先などで使用できる携帯タイプは現在も発売されている。
1998年には累計販売台数1000万台を突破したがこの頃から多くの便器で装備するようになり、以後7年で倍の2000万台に達した。他社製品も含めれば、普及率は6割程度まで伸び、新規に建設されるオフィスビルでも標準的に取り付けられるようになっている。
ウォームレットとウォシュレットでは説明書や便座の開閉ふたに便座や乾燥使用中は火傷への注意が記載されている。一部機種では清掃時の利便性を向上するために便ふた・便座または本体ごと外れる機能が搭載されているものもある。

## 歴史
- 1964年 - 東洋陶器（現・TOTO）が、米国から温水洗浄便座「ウォッシュエアシート」を輸入、販売を開始
- 1969年 - 「ウォッシュエアシート」を国産化
- 1980年
  - 2月 - 商標「ウォシュレット」を商標登録出願する
  - 6月 - 初代ウォシュレット（G、S）を発売
- 1982年
  - 9月〜11月 - 全国でウォシュレットキャンペーンを実施。「おしりだって、洗ってほしい。」のキャッチコピーを使ったCMが話題になり、キャンペーン終了後の1983年1月〜4月の売上は目標の160%アップ、業界シェア58%を達成する[9]。CMキャラクターに当時若手だった女優、後のヤプーズの戸川純を起用。
- 1983年
  - 7月 - ウォシュレットGII、SIIを発売 セルフクリーニング（ノズル洗浄）機能（GII）、水量調節（SII）
- 1984年
  - 3月 - 商標「ウォシュレット」が登録される
- 1985年
  - 4月 - ウォシュレットGIII、SIIIを発売 カラーバリエーションの追加、乾燥機能の追加（SIII）
- 1987年
  - 11月 - 累計販売台数100万台を突破[8] 初のウォシュレット一体形便器ウォシュレットQUEEN、ホテル向け商品を発売
- 1988年
  - 9月 - ウォシュレットGXI・II、SXI・IIを発売 ビデ標準装備（Sシリーズ）、消臭機能、着座センサー、便座ソフト閉止、リモコンなどを追加（Gシリーズ）
- 1991年
  - 6月 - ウォシュレット（パブリック、オフィス向け）を発売
  - 12月 - ウォシュレット一体形便器ZGシリーズを発売 オゾン脱臭を初搭載
- 1992年
  - 2月 - ウォシュレットGαI・II、SαI・IIを発売 オゾン脱臭（Gシリーズ）、ムーブ機能・着座センサーを追加（Sシリーズ）
- 1993年
  - 3月 - コンパクトシリーズとして、ウォシュレットCαI・IIを発売
  - 4月 - 日本初のタンクレスウォシュレット一体形便器、ネオレストを発売
- 1994年
  - 2月 - ウォシュレットZS発売
- 1995年
  - 3月 - ウォシュレットGN・I・II、SI・II・IIIを発売 ワンタッチ脱着など清掃機能の充実
  - 11月 - 13年間にわたり初代CMキャラクターを務めた戸川純が緊急降板。
- 1996年
  - 7月 - 和式便器用ウォシュレットWを発売
- 1997年
  - 11月 - ウォシュレットGA・GBを発売 やわらか洗浄を追加
- 1998年
  - 1月 - ウォシュレットSA・SB・SCを発売 便座の座面を拡大
  - 9月 - ウォシュレットSSを発売 袖部分がなくなる リモコンなしのウォシュレットGPも追加
  - 7月 - 累計販売台数1000万台を突破[8]
- 1999年
  - 10月 - ウォシュレットアプリコットC1・C2・C3を発売 ワンダーウェーブ洗浄を導入、節水を実現
- 2000年
  - 9月 - ウォシュレットアプリコットC4を発売 室内暖房機能を装備
- 2002年
  - 7月 - ウォシュレット一体形便器ネオレストEXを発売 便器部にフチなしトルネード洗浄を装備
  - 9月17日 - ウォシュレット開発をとりあげた「プロジェクトX〜挑戦者たち〜『革命トイレ、市場を制す』」（NHK総合）放送
- 2003年
  - 2月 - ウォシュレット一体形便器ネオレストSDを発売
  - 7月 - ウォシュレットアプリコットN1・N2・N3・N4を発売 便ふた自動開閉、自動便器洗浄機能を搭載
- 2004年
  - 2月 - ウォシュレットS2・S1発売 ワンダースピン洗浄を導入
- 2005年
  - 2月 - NEWネオレストシリーズを発売 上位機種に音楽機能、芳香機能を搭載
  - 3月 - ウォシュレットアプリコットN5を発売 ネオレスト同様シートタイプに初めて音楽機能を搭載 同時にクリーンコート便座仕様を発売（大形サイズのみ）
  - 4月 - ウォシュレット一体形便器Zシリーズを発売
  - 6月 - 累計販売台数2000万台を突破[8]
- 2007年
  - 5月 - 創業90周年、東陶機器株式会社は「TOTO株式会社」に社名を変更
  - 8月1日 - 「ハイブリッドエコロジーシステム」を搭載したネオレストハイブリッドAHを発売
- 2009年
  - 3月31日 - Gシリーズの製造が停止される[10]
- 2011年
  - 1月 - 累計販売台数3000万台を突破[8]
- 2012年
  - 2月 - アプリコットをフルモデルチェンジして発売。使用前と使用後の便器内へのキレイ除菌水による除菌機能の追加、ノズル自動クリーニング方式の変更などを行う。旧型と違い、キレイサインが付いているのが特徴。洗浄機能使用後は、立ち上がった後に自動的にノズル除菌も行う。
  - 7月23日 - 日本機械学会は初代のウォシュレットGを機械遺産に認定[3][11]。
- 2015年
  - 7月 - 累計販売台数4000万台を突破[12]
- 2016年
  - 8月 - 新ウォシュレットSを発売。従来型の使用時と使用後のノズルの自動洗浄に加え、洗浄機能を使用した後に立ち上がるとノズルの内外をキレイ除菌水で自動除菌する機能が追加された。貯湯式なのは従来と同じ。
- 2017年
  - 8月 - ネオレストNXを発売。ネオレストの最上位で、一般のネオレストLS・AS・RSのグレードとは区別されている。
  - 8月 - Newアプリコットを発売。きれいサインなどの表示部が便蓋を閉じた状態では見えなくなり、スタイリッシュに。隙間や凹凸をなくした丸みを持ったデザインへと変更された。
- 2018年
  - 2月 - アプリコットシリーズでは初のパブリック向け商品となるウォシュレットアプリコットP（AP2シリーズ）を発売[13]。
- 2017年
  - 3月 - 累計出荷台数5000万台突破[14]
- 2021年
  - 8月2日 - オート機能のある機種に、便座から立ち上がった後自動で便ふたが閉まり便器洗浄するほか、リモコンの便器洗浄ボタンを押すことでも便ふたが閉まった後の便器洗浄が可能な機能「便ふた閉止後洗浄モード」を搭載。
- 2022年
  - 8月 - 累計販売台数6000万台を突破[15]
  - 8月 - ネオレストLSを発売。金属調のアクセントを加え、アルファベットのDをイメージした便座により、ゆったりとした座り心地を実現。ネオレストの一般グレードとしては最上位の位置付けとなっている。
- 2023年
  - 8月 - Newアプリコットをフルモデルチェンジした新アプリコットを発売。最上位機種のF4シリーズでは、ネオレストLSに搭載されていた便座の先端をきれい除菌水で漂白・除菌する「便座きれい」機能を追加。日本国内向けの製品としては初の個人設定付リモコンを標準で付属する[16]。
  - 8月 - パブリック向けのアプリコットPにAP3シリーズを追加。同日発売の新アプリコットのデザインを踏襲し、スマホ専用アプリで操作出来るタッチレス機能が追加された。2018年発売のAP2シリーズも引き続き併売する[17]。
- 2025年
  - 8月 - ウォシュレット一体型便器GGAを発売。洗浄機能のみのGGA1、温風乾燥機能を搭載したGGA2、温風乾燥機能に便蓋自動開閉機能を搭載したGGA3を展開し、全種瞬間式である。従来ネオレストに搭載されていた「お掃除リフトアップ」を標準で搭載する[18]。
  - 8月 - 住宅用壁掛け便器FD、住宅用システムトイレ レストパル（床置き大便器）、レストパルF（壁掛け大便器）をフルモデルチェンジ。標準で新アプリコットF1Aを搭載し、オプションでアプリコットF2A～F4Aが選択可能。FDではホワイトのみとなるが、レストパル・レストパルFではパステルアイボリーも選択できる[19][20]。
  - 8月 - パブリック向けのアプリコットPをモデルチェンジ。ボタンを押す力で発電する「エコリモコン」の厚みを従来品の半分以下にし、ボタンの文字やピクトサインを見やすく改良した。従来の「エコリモコン」では便ふた「オート開閉」機能が選択できず、便ふたなしとなっていたが、今回のモデルチェンジで「エコリモコン」でも「オート開閉」及び「スマートフォン操作」機種の選択ができるようになった[21]。
  - 8月 - ベッドサイド水洗トイレの便座に瞬間式を標準搭載して発売[22]。
  - 8月 - ネオレストLS、ネオレストASに便スキャンセンサーで落下中の弁をスキャンし、便の形（硬さ）・色・量を計測する新機能「便スキャン」を搭載したネオレストLS-W、ネオレストAS-W発売。スマートフォン向けアプリ「TOTOウェスネス」と連携し、無理なく自然と続けられる健康習慣を提案する[23]。
  - 8月 - シートタイプのウォシュレットSをモデルチェンジしたウォシュレットSSを発売。貯湯式を採用していたウォシュレットSとは対照的にウォシュレットSSでは袖リモコンタイプを含めたすべての機種で瞬間式を採用する他、段差を少なくし、ヒンジの隙間やロゴの凹凸をなくした掃除のしやすいデザインへと変更した[24]。

## 普及率
1980年に発売され、18年後の1998年に国内・海外市場合わせて1000万台突破。その7年後の2005年に2000万台突破。さらに2011年には3000万台、2015年には4000万台、2019年には5000万台を突破した。なお、ウォシュレットに限らず国内温水洗浄便座市場全体での家庭での普及率は総世帯で73%、二人以上の世帯で80.2%（2020年3月時点）。